# 埃爾曼塔羅區
埃爾曼塔羅區（西班牙語：Distrito de El Mantaro），是秘魯的一個區，位於該國中部胡寧大區的豪哈省，始建於1921年10月23日，面積17.76平方公里，海拔高度3,320米，2005年人口2,870，人口密度每平方公里160人。